# Jan VI Starszy

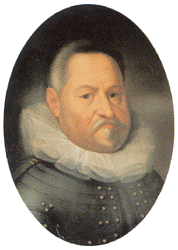
Jan VI Starszy

Jan VI Starszy (ur. 23 listopada 1535, zm. 8 października 1606) – książę Nassau, od 1578 roku stadhouder Geldrii i Zütphen.
Jan urodził się w Dillenburgu jako drugi syn Wilhelma I von Nassau-Dillenburg, księcia Nassau i jego drugiej żony Juliany von Stolberg. Był jednym z autorów Unii utrechckiej.